# Campeonato Nacional de Rodeo de 1996
El Campeonato Nacional de Rodeo de 1996 fue el último Champion que se realizó en la antigua Medialuna de Rancagua. Se disputó los días 29, 30 y 31 de marzo de 1996. Fue la versión 48 del torneo de rodeo chileno más importante y popular.
Los rodeos clasificatorios para acceder al campeonato nacional se disputaron en las medialunas de Temuco (clasificatorio sur), San Fernando (clasificatorio norte) y Gil Letelier de Santiago (repechaje).
Un total de 35 colleras disputaron la Serie de Campeones, en la que ganaron René Guzmán y José Manuel Rey, quienes alcanzaron su segundo título consecutivo en "Pretal" y "Canteado", esta vez con 31 puntos.
En segundo lugar quedó el Criadero Santa Elba de Curicó, con Juan Pablo Cardemil y Alfonso Navarro en "Cadejo" y "Filtrao", mientras que en tercer lugar quedó el Criadero Santa Isabel de Valdivia con Juan Carlos Loaiza y Eduardo Tamayo en "Es Cosa" y "Escorpión", con 28 puntos.
Por su parte el movimiento de la rienda lo ganó José Gamboa en "Sacristán" con 52 puntos. El "sello de raza" lo ganó "El Toqui" de Carlos Cardoen Decoene.
Uno de los momentos más emotivos del campeonato fue el vivido el 31 de marzo con la colocación de la primera piedra de la nueva medialuna, inaugurada durante la siguiente edición.

## Resultados

### Serie de campeones
| Cuarto Animal 1996 | Cuarto Animal 1996                    | Cuarto Animal 1996        | Cuarto Animal 1996 | Cuarto Animal 1996 |
| ------------------ | ------------------------------------- | ------------------------- | ------------------ | ------------------ |
| Lugar              | Jinetes                               | Caballos                  | Asociación         | Puntaje            |
| 1º                 | René Guzmán y José Manuel Rey         | "Pretal" y "Canteado"     | Bío-Bío            | 31                 |
| 2º                 | Juan Pablo Cardemil y Alfonso Navarro | "Cadejo" y "Filtrao"      | Curicó             | 30                 |
| 3º                 | Juan Carlos Loaiza y Eduardo Tamayo   | "Es Cosa" y "Escorpión"   | Valdivia           | 28                 |
| 4º                 | José Manuel Aguirre y Guillermo Barra | "Altanero" y "Roto Bueno" | Santiago           | 28                 |
| 5º                 | Martín Contreras y Pablo Espinosa     | "Copete" y "Farolito"     | Colchagua          | 24                 |
| 6º                 | Camilo Padilla y Joaquín Grob         | "Escondido" e "Insulto"   | Valdivia           | 24                 |

### Serie Mixta-Criaderos
- 1.º Lugar: Juan Carlos Loaiza y Eduardo Tamayo en "Es Cosa" y "Escorpión" (Valdivia), 32 puntos.[6]
- 2.º Lugar: Ricardo de la Fuente y Alberto Yáñez en "Escrito" y "Lolero" (Valdivia), 29 puntos.
- 3.º Lugar: Alejandro Alvariño y Héctor Navarro en "Amuleto" y "Morenita" (Osorno), 26 puntos.

### Serie Caballos
- 1.º Lugar: Óscar Bustamante y Óscar Bustamante en "Pataleo" y "Piguchén" (Talca), 34 puntos.[7]
- 2.º Lugar: Pedro Galaz y Jack Muñoz en "Promedio" y "Esperado" (Curicó), 33 puntos.
- 3.º Lugar: Gonzalo Vial y Mario Tamayo en "Atardecer" y "Espinillo" (O'Higgins), 30 puntos.

### Serie Yeguas
- 1.º Lugar: Mauricio Toloza y Javier Ruiz en "Esperanza" y "Mimosa" (Talca), 33 puntos.[8]
- 2.º Lugar: Óscar Bustamante y Alfredo Moreno en "Agua Turbia" y "Carioca" (Talca), 32 puntos.
- 3.º Lugar: Francisco Infante y Carlos Ureta en "Malipata" y "Musaraña" (Melipilla), 29 puntos.

### Serie Potros
- 1.º Lugar: Alfonso Vargas y Segundo Tapia en "Navegao" y "Huinca II" (Quillota), 35 puntos.[9]
- 2.º Lugar: Luis Pérez y Luis Morales en "Aguatero" y "Lacho Anduve" (Osorno), 33 puntos.
- 3.º Lugar: Juan Cardemil y Alfonso Navarro en "Cadejo" y "Filtrao" (Curicó), 32 puntos.

### Primera Serie Libre A
- 1.º Lugar: Jaime Muñoz y José Quezada en "Fugitivo" e "Incauto" (Talca), 31 puntos.[10]
- 2.º Lugar: Camilo Padilla y Joaquín Grob en "Escondido" e "Insulto" (Valdivia), 26 puntos.
- 3.º Lugar: Pedro Galaz y Jack Muñoz en "Chaco" y "Guindalero" (Curicó), 22 puntos.
- 4.º Lugar: Leonardo García y Eugenio Mendoza en "Estandarte" y "Naquenveque" (Cautín), 21 puntos.
- 5.º Lugar: Martín Contreras y Pablo Espinosa en "El Toqui" y "Ministro" (Colchagua), 21 puntos.

### Primera Serie Libre B
- 1.º Lugar: Gonzalo Vial y Alejandro Loaiza en "Indio" y "Lamentado" (O'Higgins), 29 puntos.[11]
- 2.º Lugar: René Guzmán y Manuel Guzmán en "Albertío" y "El Taita" (Biobío), 28 puntos.
- 3.º Lugar: Joaquín Grob y Camilo Padilla en "Recoveco" y "Raspón" (Valdivia), 25 puntos.
- 4.º Lugar: Pedro Molina y Manuel Muñoz en "Cariñoso" y "Plebiscito" (Cauquenes y Linares), 24 puntos.
- 5.º Lugar: Martín Contreras y Pablo Espinosa en "Copete" y "Farolito" (Colchagua), 22 puntos.

### Segunda Serie Libre A
- 1.º Lugar: Carlos Salamé y Adán Urbano en "Campera" y "Escabullido" (Quillota), 34 puntos.[12]
- 2.º Lugar: Waldo Silva y José Muñoz en "Pelotero" y "Cristal" (Santiago), 30 puntos.
- 3.º Lugar: Ricardo González y Jorge Pino en "Gavilán" y "Sádico" (Talca), 28 puntos.
- 4.º Lugar: Juan Carlos Loaiza y Eduardo Tamayo en "Escandalosa" y "Esbelta" (Valdivia), 28 puntos.

### Segunda Serie Libre B
- 1.º Lugar: Juan Carlos Loaiza y Eduardo Tamayo en "Escogido" y "Especial" (Valdivia), 32 puntos.[13]
- 2.º Lugar: Luis Ellwanger y Luis Morales en "Esquinero" y "Presumido" (Osorno), 31 puntos.
- 3.º Lugar: Osvaldo Angulo y Antonio Yáñez en "Esa Negra" y "Risueño" (O'Higgins), 27 puntos.
- 4.º Lugar: José Ortega y Miguel Aranu en "Brujito" y "Charchazo" (Quillota), 26 puntos.

### Tercera Serie Libre A
- 1.º Lugar: René Moreno y Raúl Arraño en "Cahuín" y "Marihuanero" (Santiago), 22 puntos.[14]
- 2.º Lugar: Galo Bustos y Renato Dinamarca en "Bandurria" y "Barcaza" (Ñuble), 21 puntos.
- 3.º Lugar: Guillermo Trivelli y Leonel Quintana en "Candelilla" y "Arrayán" (Santiago), 20 puntos.

### Tercera Serie Libre B
- 1.º Lugar: José Rey y René Guzmán en "Canteado" y "Pretal" (Biobío), 29 puntos.[15]
- 2.º Lugar: José Aguirre y Guillermo Barra en "Altanero" y "Roto Bueno" (Santiago), 25 puntos.
- 3.º Lugar: Sergio Tamayo y Mario Tamayo en "Don Cucho" y "Huingán" (O'Higgins), 24 puntos.
- 4.º Lugar: Juan Grez y Atiliano Díaz en "Afuerino" y "Financiado" (Talca y Linares), 23 puntos.

## Clasificatorios
- Temuco: René Guzmán y Manuel Guzmán en "Albertío" y "El Taita" (Biobío), 28 puntos.[16]
- San Fernando: Emiliano Ruiz y Manuel Yáñez en "Gallo en Domingo" y "Cantagallo" (Santiago), 34 puntos.[17]
- Santiago: Martín Contreras y Pablo Espinosa en "Copete" y "Farolito" (Colchagua), 28 puntos.[18]

## Cuadro de honor temporada 1995-1996

### Jinetes
- 1.º René Guzmán[19]
- 2.º José Manuel Rey
- 3.º Juan Pablo Cardemil
- 4.º Alfonso Navarro
- 5.º Eduardo Tamayo
- 6.º Juan Carlos Loaiza
- 7.º Ricardo de la Fuente
- 8.º José Quezada
- 9.º Óscar Bustamante
- 10.º Camilo Padilla

### Caballos
- 1.º Lolero
- 2.º Farolito
- 3.º Escondido
- 4.º Pataleo
- 5.º Pichuguén
- 6.º Escogido
- 7.º Copete
- 8.º Insulto
- 9.º Especial
- 10.º Cardal

### Yeguas
- 1.º Es Cosa
- 2.º Carioca
- 3.º Agua Turbia
- 4.º Esperanza
- 5.º Esbelta
- 6.º Mimosa
- 7.º Escandalosa
- 8.º Malipata
- 9.º Campera
- 10.º Buscada

### Potros
- 1.º Canteado
- 2.º Pretal
- 3.º Cadejo
- 4.º Escorpión
- 5.º Filtrado
- 6.º Roto Bueno
- 7.º Estandarte
- 8.º Esquinado
- 9.º Incauto
- 10.º Indio